# Тимиг, Хелен
Хелен Тимиг (нем. Helene Thimig; 5 июня 1889, Вена, Австро-Венгрия — 7 ноября 1974, там же) — австрийская и американская актриса

 театра и кино, театральный режиссёр.

## Биография
Дочь режиссёра и актёра Гуго Тимига (1854—1944). Сестра актёров Ханса Тимига (1900—1990) и Германа Тимига (1890—1972).
Брала уроки актёрского мастерства. Дебютировала в ноябре 1907 года в муниципальном театре Бадена. Играла на сценах Мейнингенского театра, Берлинского драматического и Немецкого театров.
Накануне аншлюса Австрии уехала с мужем, режиссёром М. Рейнхардтом, в США. В 1945 году, после смерти мужа, вернулась в Вену. Играла в Бургтеатре в венском Хофбурге.
Преподавала в Венской академии музыки и семинаре им. М. Рейнхардта.
Выступала на театральной сцене. Снималась в кино с 1932 по 1972 год, сыграв в тридцати одном фильме.
Умерла в 1974 году от сердечной недостаточности.

## Награды

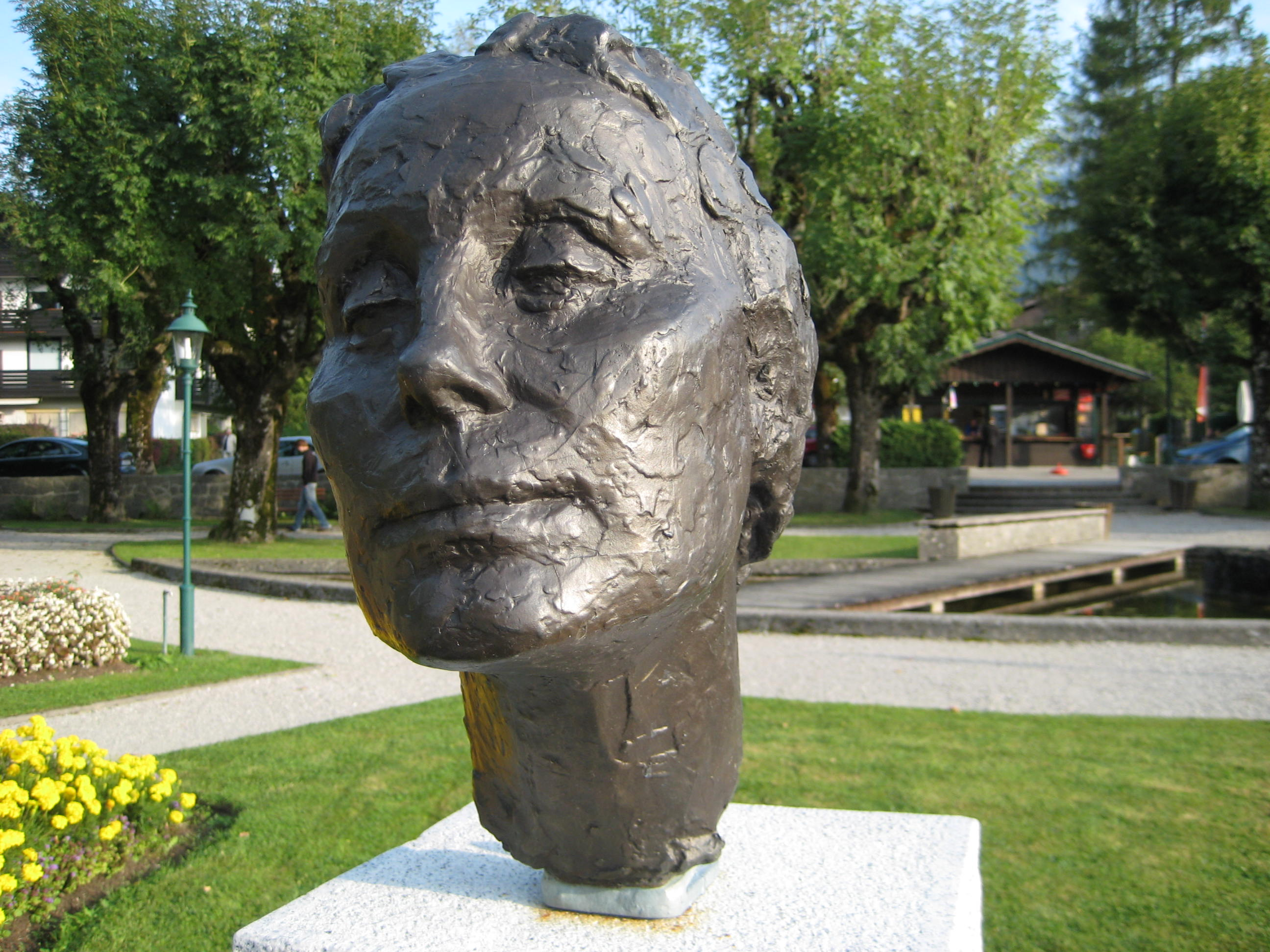
Бюст Хелен Тимиг в Штробль-ам-Вольфгангзе

- В 1950 году получила почётное звание «Камерная актриса».
- 1953: премия им. Карла Реннера (Dr.-Karl-Renner-Preis)
- 1962: медаль Йозефа Кайнца (Kainz-Medaille)
- 1969: Почётное кольцо города Вены.

## Избранная фильмография
- 1932 — Человек без имени / Mensch ohne Namen — Ева-Мария Сандер
- 1942 — Весёлые сестры / The Gay Sisters (США)
- 1943 — Край тьмы / Edge of Darkness (США) — миссис Фрида Малкен (нет в титрах)
- 1944 — Банда Гитлера / The Hitler Gang (США) — Ангела Гитлер
- 1944 — Седьмой Крест / Seventh Cross, The (США) — фрау Андерс
- 1944 — Странник в ночи / Strangers in the Night (США) — миссис Хильда Блейк
- 1944 — Только одинокое сердце / None But the Lonely Heart (США) — эпизод (нет в титрах)
- 1945 — Отель Берлин / Hotel Berlin (США) — Сара Барух
- 1945 — Грубо говоря / Roughly Speaking (США) — Ольга, горничная (нет в титрах)
- 1945 — Остров мёртвых / Isle of the Dead (США) — мадам Кира
- 1945 — Эта любовь — наша / This Love of Ours (США)
- 1946 — Плащ и кинжал — Катрин Лодор
- 1946 — Медальон / Locket, The (США) — миссис Монкс
- 1948 — Ангел с тромбоном / Der Engel mit der Posaune (ФРГ) — Гретель Пашкевич, урождённая Альт
- 1951 — Решение перед рассветом / Decision Before Dawn (США) — фройлейн Шнайдер
- 1955 — Ундина (телевизионный фильм)
- 1956 — Лесная зима /Waldwinter (Германия) — баронесса Хенни
- 1969 — Иоганн Вольфганг (телевизионный фильм)